# Sokka
Sokka (索卡T, Suǒ kǎP) è un personaggio immaginario della serie televisiva animata statunitense Avatar - La leggenda di Aang, creato da Michael Dante DiMartino e Bryan Konietzko. Fratello di Katara e amico di Aang, è uno dei protagonisti della serie.
Nella serie originale, Sokka, quindicenne, è un guerriero della Tribù dell'Acqua del Sud, una nazione di persone in grado di manipolare telecineticamente o "dominare" l'acqua. Sokka, insieme a Katara, scopre un dominatore dell'aria di nome Aang, l'Avatar perduto da molto tempo, e lo accompagna a sconfiggere la Nazione del Fuoco imperialista e portare la pace nelle nazioni lacerate dalla guerra. A differenza dei suoi compagni, Sokka non ha alcuna abilità di dominio, ma man mano che lo show progredisce padroneggia la spada e si dimostra un abile stratega.

## Biografia del personaggio

### Avatar - La leggenda di Aang
Nato nella Tribù dell'Acqua del Sud, il quindicenne Sokka si è sempre preso cura del villaggio, da quando tutti gli uomini sono partiti per la guerra contro la Nazione del Fuoco. La madre è morta quando lui aveva solo cinque anni, per proteggere la figlia Katara, ultima dominatrice dell'acqua della Tribù del Sud, dalle grinfie di uno spietato ammiraglio della Nazione del Fuoco, che intendeva sterminare tutti i dominatori dell'acqua per imporre il dominio del suo re: Azulon, signore del fuoco. Lui e la sorella Katara trovano Aang ibernato in un iceberg: in seguito al ritrovamento, i due ragazzi accompagnano l'Avatar nel suo viaggio per apprendere le nozioni di tutti i restanti domini (acqua, terra e fuoco). Si dirigono alla Tribù dell'Acqua del Nord affinché Aang e Katara studino il dominio dell'acqua; durante il loro viaggio passano nel Regno della Terra, per una piccola isola, dove Sokka conosce la leader delle guerriere di Kyoshi, Suki, un'incantevole ragazza dal carattere inizialmente scontroso: Sokka, risentito dalla superiorità ostentata dalle ragazze, irrompe in una lezione di combattimento venendo però con facilità sconfitto da Suki, la quale però infine gli propone di apprendere da loro importanti nozioni di combattimento. Dietro un edificio, i due si baceranno per la prima volta. Giunti alla Tribù dell'Acqua del Nord poco prima che la Nazione del Fuoco iniziasse un assalto alla Tribù, Sokka si innamora della principessa Yue, che però è costretta a sposare per volere di suo padre un ragazzo che non ama. Dopo aver avuto il compito di proteggere la ragazza, quest'ultima rivelerà a Sokka i suoi sentimenti reciproci, sebbene utopici. Sokka, per dimostrare il suo valore e impressionare il padre della ragazza, si offrirà volontario come combattente in una missione pericolosa. Durante l'assedio, quando Aang viene rapito da Zuko, Sokka va assieme a Katara e Yue alla sua ricerca e ritornando alla Tribù mentre Zhao cattura Tui, lo spirito della luna. Giunti all'oasi, dopo che il generale Zhao uccide Tui e conseguentemente La prende possesso di Aang per sbarazzarsi della flotta della nazione del Fuoco, Sokka assiste al sacrificio di Yue per ridare vita allo spirito poiché parte della vita dello spirito è in lei: Sokka è distrutto, ma Yue gli appare subito dopo in forma si spirito (essendo diventata lei stessa il nuovo spirito della luna) per salutarlo un'ultima volta, asserendo che sarà sempre con lui e dandogli un bacio d'addio. Quando Aang necessita di imparare il dominio della terra, si reca a Ba Sing Se, capitale del Regno della Terra. Sulla strada incontra Toph, una potente dominatrice della terra cieca, che decide di scappare e seguire i tre amici per sfuggire alle cure ovattate dei genitori. Dopo che la ragazza è stata catturata con le sue compagne da Azula, Mai e Ty Lee, Sokka e Suki si reincontrano dopo il fallimento del piano per sconfiggere Ozai nel giorno del Sole nero quando, con l'aiuto di Zuko, Sokka riesce a farla evadere dalla prigione di massima sicurezza in cui era stata rinchiusa. Tuttavia, Sokka viene nuovamente separato da suo padre nel Tempio dell'Aria Occidentale a causa di un'imboscata della Nazione del Fuoco. Sono costretti a separarsi da Sokka con Aang, Katara, Toph, Zuko e Suki. Nel finale della serie in quattro parti, Sokka e Katara si incontrano con Piandao e il maestro di dominio dell'acqua di Katara, Pakku, che ora ha sposato la loro nonna paterna, Kanna o "Gran-Gran". Nella battaglia contro l'antagonista Ozai, Sokka, Suki e Toph dirottano un dirigibile della Nazione del Fuoco e lo usano per distruggere altri dirigibili mentre Aang duella con lo stesso Ozai prima che il Regno della Terra fosse raso al suolo. A battaglia finita, il trio si riunisce con Aang. All'incoronazione di Zuko, Suki ritorna dalle guerriere Kyoshi, Sokka e Katara si ricongiungono con il padre e il resto del gruppo si ritrova con i loro amici a Ba Sing Se.

### La leggenda di Korra
Nella prima stagione della serie sequel La leggenda di Korra, che riprende 70 anni dopo la sconfitta di Ozai, Katara (ora una donna anziana) afferma che Sokka è deceduto. Una statua in suo onore è stata eretta a Città della Repubblica di fronte al Centro culturale della Tribù dell'Acqua del Sud. I flashback rivelano che un Sokka di mezza età è stato rappresentante della Tribù dell'Acqua del Sud nel Consiglio della Repubblica Unita 40 anni prima. Dichiarò colpevole di numerosi crimini il dominatore del sangue Yakone, capo del crimine organizzato a Città della Repubblica, definendolo un dominatore unico come l'Uomo combustione e Toph. Nella terza stagione, Tenzin (figlio di Katara e Aang) afferma che Sokka era presente quando una banda di criminali del Loto Rosso tentò di rapire Korra da bambina.

## Caratterizzazione

### Personalità
Sokka è un ragazzo, per alcuni aspetti, un po' ottuso e ridicolo ma è in realtà intelligente, metodico e coraggioso; ha sempre idee utili e ha salvato la vita dei compagni in molte occasioni. Lui stesso si definisce un amante della carne e del combattimento; infatti, anche nelle situazioni più tragiche, il suo interesse principale è quello di fare battute o pensare a mangiare. Sokka è inoltre molto apprezzato dalle ragazze (Ty Lee se ne interessa subito fin da loro primo incontro/scontro, e anche Toph nutre segretamente dei sentimenti per lui) e ha avuto due relazioni sentimentali nel corso della serie: la prima con Yue, la principessa della Tribù dell'Acqua del Nord, interrotta dal sacrificio di lei per poter risanare lo spirito della luna, la seconda con Suki, leader delle guerriere di Kyoshi, per la quale il ragazzo ha sfidato anche la prigione di massima sicurezza della Nazione del Fuoco. Un'altra particolare caratteristica è la sua tendenza a dare nomi strani alle cose e alle persone di cui non si conosce o si deve decidere il nome: ad esempio quando propone a chiamare il gruppo "Squadra boomerAang" o quando, braccati nella terza stagione dal sicario in grado di dominare il fuoco con la mente, lo soprannomina prima "Uomo Scoppio Boom-Boom" e poi "Uomo Combustione".
Come sostenitore del carnivorismo umano, Sokka è il principale cacciatore del gruppo; spesso fa battute a secco o commenti abrasivi; e di conseguenza una volta si definisce "il ragazzo della carne e del sarcasmo". Sotto la guida del maestro spadaccino Piandao, Sokka mostra varie procedure non ortodosse quando si sottopone alla sua formazione; tale che Piandao riferisce che sebbene le abilità di Sokka fossero poco significative, mostra molta creatività, versatilità e intelligenza. Di norma, la maggior parte o tutte le caratteristiche precedenti appaiono come fonti di rilievo comico.

### Poteri e abilità
Secondo sua sorella Katara, Sokka inizialmente era scettico, aggressivo, sessista e immaturo ed era sempre acuto. Incapace di dominare, Sokka persegue invece le arti marziali, le scienze e l'ingegneria. È un abile cacciatore e combattente: viene visto utilizzare una vasta serie di armi, come un boomerang di ferro, gli shuriken e un machete. Nel terzo libro Sokka prende lezioni da Piandao, mastro spadaccino della Nazione del Fuoco, che lo sottopone a prove fisiche e mentali per insegnargli a padroneggiare al meglio l'arte della spada: sotto la sua supervisione, Sokka forgia la sua spada prelevando il metallo da una meteorite costruendo, a detta di Piandao, una spada unica nel suo genere degna di uno spadaccino unico come Sokka; perderà la spada poi nell'ultimo episodio della serie per proteggere se stesso e Toph da alcuni dominatori del fuoco. Inoltre, dopo che nel primo libro ha sostato un po' presso l'Isola di Kyoshi, Sokka ha appreso alcune tecniche di combattimento corpo a corpo e neutralizzazione dell'avversario dello stile di combattimento delle guerriere di Kyoshi da Suki.
Oltre ad avere una vasta abilità nelle armi sopra elencate, può vantare un'enorme abilita nella strategia e nella meccanica, la prima ereditata dal padre. Nel terzo libro è stato Sokka a pianificare l'invasione della Nazione del Fuoco durante l'eclissi solare, anche se infine non è andata a buon fine.

## Concezione e sviluppo
In Avatar Nick Mag Presents, Michael Dante DiMartino e Bryan Konietzko hanno dichiarato che Sokka era originariamente progettato come una figura minore; ma quando il suo doppiatore Jack DeSena ha portato vivacità al suo personaggio, hanno iniziato a sottolineare questa qualità.
Come risultato del suo design, il personaggio di Sokka è una fonte di sollievo comico per tutta la serie, spesso vittima della commedia visiva. Tra le varie gag che coinvolgono Sokka ci sono la sua immersione in sostanze viscose, come fogna, liquami, catarro o saliva; e dimenticando che Toph è cieca. Sokka ha anche la tendenza a produrre o a volte ridere di battute condivise da nessun altro personaggio.
Ne I racconti di Ba Sing Se, il nome di Sokka è stato scritto come 索卡, di cui Sǔo (索) significa cercare, chiedere, chiedere, esatto o isolato e Kǎ (卡) significa controllare, bloccare o tessere. Il carattere Kǎ appare anche nel nome di Katara. Il nome Sokka è definito "loverboy" in Zulu.

## Altri media
Il personaggio di Sokka è apparso in tre videogiochi THQ basati sulla serie: il videogioco Avatar: The Last Airbender, Avatar: The Last Airbender - The Burning Earth e Avatar: The Last Airbender - Into the Inferno. Come Aang, anche Sokka appare su alcune T-shirt Avatar vendute da Nick, e nei anime comic della Tokyopop (a volte indicati come cine-manga).

### Film
Sokka appare nella trasposizione cinematografica della serie L'ultimo dominatore dell'aria, interpretato dall'attore statunitense Jackson Rathbone. A differenza della serie animata, Sokka è serio, con la maggior parte delle sue qualità immature e umoristiche o attenuate o rimosse del tutto. Critiche significative sono state puntate sulla differenza di caratteri. Rathbone ha ricevuto il Golden Raspberry Award come peggior attore non protagonista per il suo ruolo nel film.